# Мало-Убинка
Мало-Убинка (каз. Кіші Оба) — село в Глубоковском районе Восточно-Казахстанской области Казахстана. Административный центр Малоубинского сельского округа. Код КАТО — 634057100.

## Население
В 1999 году население села составляло 964 человека (478 мужчин и 486 женщин). По данным переписи 2009 года, в селе проживали 982 человека (476 мужчин и 506 женщин).